# Igor Sergueïev
Pour les articles homonymes, voir Sergueïev.
Igor Dmitrievitch Sergueïev (en russe : Игорь Дмитриевич Сергеев ; 20 avril 1938 - 10 novembre 2006) est un militaire et homme politique russe. Il est ministre de la Défense de la fédération de Russie du 22 mai 1997 au 28 mars 2001. Il est le premier et le seul maréchal de la fédération de Russie à ce jour.

## Biographie
Sergueïev sert brièvement dans la Marine soviétique avant de passer dans l'armée de terre, il effectue la plupart de sa carrière au sein des Forces des missiles stratégiques. Sergueïev devient le commandant-en-chef des Forces des missiles stratégiques en 1992. Son poste consiste alors à sécuriser les armes nucléaires de l'ex-URSS.

### Ministre de la Défense
Sergueïev est nommé ministre de la Défense en 1997 par le président Boris Eltsine. Sergueïev accepte de mener des réformes avec un budget limité et sous contrôle politique civil. Le nombre d'établissements d'éducation militaire, qui n'avait pas changé depuis l'époque soviétique, est réduit de manière importante. Un nombre de divisions armées reçoivent le statut de « disponibilité permanente ». Sergueïev concentre la plupart de ses efforts en direction des Forces des missiles stratégiques. Toutes les forces militaires spatiales sont absorbées par les Forces des missiles stratégiques, et le quartier général des Forces terrestres est supprimé. Les Forces aériennes subissent également des réductions, alors que l'infanterie de marine est la seule branche épargnée en raison de ses performances en Tchétchénie.
En décembre 1999, Sergueïev dénonce l'élargissement de l'OTAN, qu'il considère comme une menace à la sécurité collective européenne et mondiale. Il critique le déploiement et le recours aux forces de l'OTAN sans que cela ne soit sanctionné par les Nations unies ou l'OSCE, dévaluant ainsi les mesures de confiance, les traités sur la sécurité et le contrôle des armes.
Sergueïev est remplacé à son poste de ministre de la Défense en mars 2001 par Sergueï Ivanov et meurt le 10 novembre 2006 des suites d'une leucémie.

## Critiques
Sergueïev est critiqué pour son action inefficace pendant l'invasion du Daguestan en 1999 mais il est également salué pour la capture de la capitale tchétchène Grozny par les forces russes en 2000 pendant la deuxième guerre de Tchétchénie. Cependant, la poursuite des combats dans le sud de la république posera des questions sur son efficacité après l'élection de Vladimir Poutine.

## Honneurs et distinctions
- Héros de la fédération de Russie ;
- Ordre du Mérite pour la Patrie ;
  - 2e classe (28 mars 2001) – un grand service à l'État et une contribution significative à la défense de la mère-patrie
  - 3e classe
- Ordre du Mérite militaire ;
- Ordre de l'Honneur (20 avril 2003) – pour services au renforcement de la défense nationale et plusieurs années de service consciencieux ;
- Ordre de la révolution d'Octobre ;
- Ordre du Drapeau rouge du Travail ;
- Ordre du Service pour la Patrie dans les Forces armées, 3e classe ;
- Ordre de l'étoile rouge ;
- Service méritant 1re, 2e et 3e classes ;
- Ordre Manas, 3e classe (Kirghizistan, 20 décembre 1999) – pour sa contribution significative au développement de la coopération kirghize–russe dans le domaine militaro-technique ;
- Ordre de l'Unification (Corée du Sud) ;
- Ordre de l'Étoile de Yougoslavie, 1re classe (Yougoslavie, 23 décembre 1999) – pour contribution exceptionnelle au développement de la coopération et à l'édification de relations amicales entre les peuples et les forces armées des deux nations ;
- Ordre de Saint Bienheureux Prince Dimitri Donskoï le Grand (église orthodoxe russe).